# Негулеско, Жан
Жан Негулеско (англ. Jean Negulesco, имя при рождении Йоан Негулеску, рум. Ioan Negulescu; 26 февраля 1900 — 18 июля 1993) — американский кинорежиссёр и сценарист румынского происхождения, более всего известный фильмами 1940-х — 1950-х годов.
Негулеско сделал «себе имя как режиссёр постановкой как элегантных, популярных развлекательных картин, так и высоко оцененных критикой драматических картин в 1940-е и 1950-е годы». Многие из лучших режиссёрских работ Негулеско относятся ко времени, когда он работал на студии «Уорнер бразерс» в 1940-е годы, показав талант в жанрах элегантной мелодрамы и фильма нуар. «В свои ранние лучшие годы, Негулеско демонстрировал необычайную интуицию в выборе тематики и актёров».
В 1948 году Негулеско поставил «Джонни Белинда» (1948), «новаторскую драму о глухонемой девушке, ставшей жертвой изнасилования, который принёс Джейн Уаймен Оскар как лучшей актрисе», а самому режиссёру — номинацию на Оскар как лучшему режиссёру. В 1940-е годы Негулеско создал целую серию удачных фильмов нуар, среди них «Маска Димитриоса» (1944), «Никто не вечен» (1946), «Три незнакомца» (1946) и «Придорожное заведение» (1948). В начале 1950-х годов Негулеско поставил целый ряд сильных драматических картин, таких как «Трое пришли домой» (1950), «Телефонный звонок от незнакомца» (1952) и «Мир женщины» (1954).
В дальнейшем «его карьера, кажется, потонула в болоте все более бессодержательных и безвкусных, перегруженных звездами гламурных пиршеств, тем не менее, он поставил несколько очень хороших фильмов и показал себя надёжным и способным поставщиком лёгкого развлечения». С 1953 года Негулеско плавно перешёл в более утончённо-развлекательный жанр с комедией «Как выйти замуж за миллионера» (1953), первым фильмом, снятым на плёнку СинемаСкоп, и чрезвычайно популярной у зрителей мелодрамой «Три монеты в фонтане» (1954), а также с первым широкоформатным фильмом с участием Фреда Астера «Длинноногий папочка» (1954).

## Биография

### Ранние годы
Негулеско родился 26 февраля 1900 года в Крайове, Румыния, учился в престижном Национальном колледже Кароля I в Крайове. Во время Первой мировой войны Негулеско пошёл добровольцем в Красный крест, где служил в полевом госпитале. После того, как на его художественный талант обратил внимание выдающийся румынский композитор, скрипач и пианист Джордже Энеску, Негулеско решил стать художником. В 1919 году он переехал в Бухарест, где стал брать уроки живописи. Вскоре отец отправил его в Париж для изучения экономики и искусства. После того, как Негулеско увлёкся учёбой в художественной Академии Жюлиана и забросил экономические науки, отец прекратил присылать ему деньги. В итоге Негулеско вынужден был сам зарабатывать на жизнь мытьём посуды, расплачиваясь таким образом за изучение искусства. Вскоре он нашёл себе работу в качестве сценографа. В Париже Негулеску познакомился со многими авангардными художниками, среди них румынский скульптор Константин Бранкузи, Амедео Модильяни и Хаим Сутин, а также один из лидеров движения дадаистов, также выходец из Румынии Тристан Тцара. В середине 1920-х годов Негулеско выезжал на этюды на южное побережье Франции. Негулеско оказался способным художником, продав на своей первой же выставке 150 картин.
В 1927 году Негулеско женился на американке и переехал в Нью-Йорк, где организовал выставку своих картин. После развода в 1929 году Негулеско совершил поездку по стране, по дороге зарабатывая на жизнь написанием портретов, и в конце концов, добрался до Калифорнии.

### Работа на студии «Парамаунт» (1932—1940)
В 1932 году Негулеско заключил контракт со студией «Парамаунт», начав свою голливудскую карьеру в качестве художника по разработке эскизов титров и отдельных сцен. Наиболее значимой его работой в этом качестве было создание, не выходя за рамки, установленные Кодексом Хейса, визуального ряда сцены изнасилования в фильме «История Темпл Дрейк» (1933). Чтобы проверить свои силы в режиссуре, Негулеско за собственный счёт поставил экспериментальный фильм «Трое и день» с Мишей Ауэром в главной роли. Руководителям студии фильм понравился, и Негулеско поднялся по служебной лестнице до должности режиссёра второго состава, поставив отельные сцены таких фильмов, как «Прощай, оружие» (1932) и (на аренде у «Уорнер бразерс») «Капитан Блад» (1935). Большую часть второй половины 1930-х годов Негулеско проработал в роли помощника продюсера, ассистента режиссёра и сценариста, в частности, написал оригинальную историю для музыкальной комедии Лорела и Харди «Швейцарская мисс» (1938)).

### Работа на студии «Уорнер бразерс» (1940—1948)
После многолетней работы в киноиндустрии Негулеско, наконец, получил предложение стать режиссёром. Продюсер студии «Уорнер бразерс» Джек Уорнер хотел создать «серию новых фильмов с умеренными бюджетами, которые поставила бы его новейшая режиссёрская поросль». Одним из таких режиссёров стал Негулеско, который в 1940 году подписал контракт с «Уорнер бразерс» на постановку короткометражных фильмов. Контракт был рассчитан до 1948 года. В 1941—44 годах Негулеско стал мастером короткометражного кино, как правило, музыкального, часто с участием популярных джазовых оркестров Джо Рейчмана, Фредди Мартина и Джэна Гарбера.
Путь Негулеско к постановке полнометражных фильмов был довольно мучительным. Хотя Негулеско указан как режиссёр в своём первом фильме «Женщина из Сингапура» (1941), в действительности он был освобождён от работы во время съёмок. Он также был снят со своего следующего проекта, фильма «Мальтийский сокол» (1941) после того, как проработал над ним два месяца. Его сменил Джон Хьюстон, для которого эта работа стала вознаграждением за успешный сценарий фильма нуар «Высокая Сьерра» (1941). В начале 1942 года Негулеско было поручено завершить постановку (включая финальные сцены) шпионского триллера «Через океан», который не успел закончить призванный на воинскую службу Хьюстон.
В конце концов, для Негулеско наступил прорыв, когда по совету своего друга, режиссёра Анатоля Литвака, он сделал сценарную заявку на основе романа Эрика Эмблера «Гроб Димитриоса». Она заинтересовала продюсеров, и Негулеско была поручена постановка фильма, получившего название «Маска Димитриоса» (1944). Этот необычный нуаровый триллер рассказывал о расследовании, которое ведёт детективный писатель и его таинственный помощник, с целью выяснить обстоятельства жизни и смерти известного международного авантюриста. Фильм был необычен тем, что две главные роли в нём сыграли характерные актёры, а не обычные в таких случаях исполнители романтических главных ролей. В центре внимания была игра двух мастеров жанра нуар Сидни Гринстрита и Петера Лорре, которые внесли огромный вклад в успех фильма. Сама же история, достаточно сложная, с многочисленными флэшбеками, не была загружена обычной в таких случаях романтической линией, которая смотрелась бы совершенно негармонично. Острый взгляд Негулеско как художника помог ему в постановке эффектных кадров и точно передающих настроение сцен. «Маска Димитриоса» стала большим финансовым успехом «Уорнер бразерс», что привело к заказам на новые режиссёрские работы.
Негулеско поставил ещё два фильма с Гринстритом и Лорре в главных ролях — «Конспираторы» (1944) и «Три незнакомца» (1946). Военный шпионский триллер «Конспираторы» (1944) был сделан как слабая копия «Касабланки» (1942), хотя это достаточно увлекательный триллер со сложным и запутанным сюжетом. Недостатки в сценарии и в игре главных актёров — Хеди Ламарр и Пола Хенрейда — компенсируются удачной постановкой некоторых сцен Негулеско, качественными декорациями и музыкой, а также сочной игрой Лорре и Гринстрита на втором плане.
Сценарий фильма нуар «Три незнакомца» (1946) написал Джон Хьюстон, и он имеет определённое сходство с картиной «Мальтийский сокол» (1941), в частности, интрига картины вновь разворачивается вокруг таинственной статуэтки. Хьюстон, который сам рассчитывал поставить этот фильм, в этот момент проходил воинскую службу, и теперь Негулеско сменил его в качестве режиссёра. Фильм «свёл воедино грозное трио из Петера Лорре, Сидни Гринстрита и Джеральдин Фицджеральд в необычной истории обмана и двойного обмана». Они играют трёх случайных знакомых, которые делают ставку на скачках и рассчитывают выиграть большую сумму денег, используя силу китайского заклинания. Каждый из героев раздираем собственными проблемами: в одном случае, это желание вернуть мужа, в другом — необходимость срочно покрыть недостачу в результате финансовых махинаций и в третьем — уйти от несправедливого обвинения в ограблении и убийстве. Клубок противоречий в отношениях трёх героев приводит к трагической развязке. По словам критика Брюса Эдера, фильм «Три незнакомца» сделан отчасти как попытка подражания успешным хоррор-фильмам Вэла Льютона для студии РКО, а по структуре близок киноальманаху «Глубокой ночью» (1945)… Стилизованный, быстрый визуальный стиль повествования Негулеско достаточно необычен, чтобы поддерживать зрителя в состоянии саспенса в отношении того, что его ждёт в каждом следующем эпизоде. А произведение в целом представляет собой искусный образец изложения истории в жанре триллера".
Фильм нуар с романтическими обертонами «Никто не вечен» (1946) рассказывает о вернувшемся со Второй мировой войны мошеннике и шулере (Джон Гарфилд), который получает задание влюбить в себя богатую вдову (Джеральдин Фицджеральд), чтобы завладеть её деньгами. Однако он влюбляется в неё по-настоящему и отказывается выполнять указания своего преступного босса. Кинокритик Крейг Батлер написал, что «это не выдающийся фильм, но он определённо заслуживает просмотра, особенно он будет интересен поклонникам жанра и творчества Джона Гарфилда». Главной проблемой фильма критик считает его предсказуемость, однако картина достигает результата благодаря "стильной режиссуре Негулеско и атмосферической операторской работе Артура Эдесона".
Вновь Джон Гарфилд, на этот раз в паре с Джоан Кроуфорд, исполнили главные роли в "блестящей грустной мелодраме" «Юмореска» (1946). «Эта картина во многих смыслах была победой стиля над содержанием. Сентиментальная до слёз сказка о многообещающем скрипаче и его бурных и, в конце концов, несчастных отношениях с несчастливой в браке, сильно пьющей светской дамой, могла бы стать тривиальной мыльной оперой при другом режиссёре. Однако Негулеско удаётся не только добиться зажигательной игры от своих звёзд, но также придать „Юмореске“ остроту. Ему также удачно удалось противопоставить бедное гетто, из которого вышел герой Гарфилда, шикарности высшего общества Кроуфорд. Благодаря операторской работе Эрнеста Халлера, язвительно умному сценарию Клиффорда Одетса и Закари Голда, и богато оркестрованной Францем Вексманом музыке Дворжака и Вагнера, „Юмореска“ стала ещё одним крупным хитом как у критики, так и у публики».
Мнение об умении Негулеско выгодно подать своих героинь ещё более укрепилось после того, как он снял Айду Лупино в трогательном фильме «Глубокая долина» (1947) и восхитительном зрелом фильме «Джонни Белинда» (1948), в котором Джейн Уаймен сыграла запоминающуюся роль глухонемой жертвы изнасилования. «Глубокая долина» (1947) рассказывала историю трагической любви живущей в горах несчастной девушки к беглому заключённому. Фильм имел «отдалённое сходство с „Высокой Сьеррой“, хотя Дэйн Кларк ни в коей мере не Хамфри Богарт,… но Айда Лупино вновь доказывает, что является настоящей трагической актрисой».
Атмосфера обеспечила успех и следующей картине Негулеско, «Джонни Белинда» (1948), истории глухонемой девушки, которая ещё ребёнком была изнасилована, а когда выросла, убила своего насильника. «Негулеско взялся за эту почти что запрещённую тему в кино (которая к тому же рассматривалась как провальная с точки зрения кассовых сборов), поставив картину со сдержанной сентиментальностью. Критик Босли Кроутер из „Нью-Йорк таймс“ был удивлён выбором темы, но дал как студии, так и режиссёру отличную оценку». Негулеско был номинирован на Оскар как лучший режиссёр, а звезда фильма Джейн Уаймэн получила Оскар как лучшая актриса. Кроме того фильм принёс студии «Уорнер» солидную прибыль в 4 миллиона долларов, однако Негулеско был всё равно уволен со студии в связи с истечением контракта.

### Работа на студии «Двадцатый век Фокс» (1948—1958)
«В промежутке между 1948 и 1958 годами Негулеско работал контрактным директором на студии „Двадцатый век Фокс“, и эта студия пришлась ему значительно более по душе».
Первым фильмом Негулеско для «Фокс» стал нуар «Придорожное заведение» (1948), который «продолжил линию его предыдущих работ». Певица (Айда Лупино) устраивается на работу в придорожное развлекательное заведение, становясь предметом раздора между двумя друзьями детства — его владельцем с бандитскими и психопатическими наклонностями (Ричард Уидмарк) и его порядочным управляющим (Корнел Уайлд), что в итоге приводит к трагической развязке. «Хотя фильм имел довольно стандартный сюжет, он тем не менее собрал внушительный актёрский квартет в составе Лупино, Уидмарка, Уайлда и Селесты Холм».
Действие совместной американско-английской мелодрамы «Переулок Британия» (позднее переименованную в «Запретная улица», 1949) происходило в викторианской Англии. Фильм рассказывал историю девушки из благородного семейства (Морин О’Хара), которая выходит замуж за бедного художника (Дэна Эндрюс), который умирает, а затем в образе адвоката спасает её от обвинения в убийстве.
Во время своего непродолжительного пребывания в Англии Негулеско поставил оригинальную историческую комедию «Беспризорник» (1950) с Алеком Гиннессом, в которой рассказывается о лондонском уличном мальчишке, который прорывается к Королеве Виктории, и его появление выводит королеву из состояния траура и затворничества и возвращает её к жизни.
Фильм нуар «Мой старик» (1950), действие которого происходит в Париже, рассказывал о выдохшемся жокее (Джон Гарфилд), который крадёт деньги у мошенников, проворачивающих аферы на скачках, и подаётся в бега, но затем возвращается ради счастья сына и восстановления своего доброго имени.
Затем вышла основанная на реальном материале драма военного времени «Трое вернулись домой» (1950) с Клодетт Кольбер. Фильм рассказывал об американке, которая во время войны оказалась в японском лагере для военнопленных, где ей пришлось пережить суровые испытания, включая пытки, голод и унижения. Картина «получила хорошие отзывы как в „Варайети“, так и в „Нью-Йорк таймс“».
«Совсем неплохой фильм „Позаботься о моей маленькой девочке“ (1951) был несправедливо обойдён вниманием». Он рассказывал о студентке (Джинн Крейн), которая сталкивается со снобизмом и ограниченностью элитного студенческого сообщества.
Действие исторической приключенческой драмы «Лидия Бэйли» (1952) происходит в наполеоновскую эпоху на Гаити, где владелица крупной плантации (Энн Фрэнсис) оказывается вовлеченной в восстание гаитянского народа против французов, а затем на стороне американцев сражается с пиратами. Приключенческая драма «Пленники болот» (1952) рассказывала о скрывающемся в болотах Джорджии несправедливо осуждённом беглом заключённом, который вместе с дочерью пытается восстановить своё доброе имя. В психологической драме «Телефонный звонок от незнакомца» (1952) единственный выживший в авиакатастрофе мужчина навещает семьи троих погибших, с которыми успел познакомиться во время полёта. Каждый визит выливается в самостоятельную историю с собственными проблемами, и открывает перед героем перспективы выхода из проблем в его собственной жизни.
С 1953 года Негулеско «успешно открыл себя заново в качестве постановщика более коммерческих, гламурных развлекательных лент». «Продолжая работу на „Фокс“, Негулеско перешёл к постановке глянцевых картин со звёздами и очень красивым визуальным рядом, но сюжеты этих картин часто были банальными, а характер изложения истории — менее захватывающим».
«Негулеско стал тяготеть к фильмам с полностью звёздным составом из трёх-четырёх человек, при этом внимание было перенесено с показа группового взаимодействия к рассказу их отдельных историй». «Забавная, но бессодержательная комедия „Как выйти замуж за миллионера“ (1953) с Бетти Грейбл, Лорен Бэколл и Мерилин Монро была в этом отношении типичной». Эта «дорогостоящая и безумно весёлая комедия с Монро на пике своей карьеры была также одной из первых картин, снятых на плёнку Синемаскоп». Романтическая комедия «Как выйти замуж за миллионера» (1953) была номинирована на БАФТА как лучший фильм.
Мелодрама «Скандал на Скори» (1953) рассказывала о протестантской семье в небольшом городке, которая решает удочерить девочку-католичку. Поставленная на историческом материале драма «Титаник» (1953) с участием Барбары Стэнвик и Клифтона Уэбба оценивалась и как «один из лучших фильмов Негулеско в этот период», и как его «менее успешная работа».
«Не столь популярной у критики, но очень успешной у публики была мелодрама „Три монеты в фонтане“ (1954), которая снималась в Риме и стала ещё одним крупным хитом у режиссёра». «Один из самых памятных фильмов Негулеско», он рассказывал о трёх женщинах, которые в Италии нашли свою любовь. Фильм был настолько красиво снят, что его стиль в духе рассказа о путешествиях превосходил его драматическую суть". Главные роли в фильме исполнили Клифтон Уэбб, Джин Питерс и Дороти МакГуайр. Помимо номинации на Оскар как лучший фильм, картина принесла своим создателям Оскары за лучшую операторскую работу и за лучшую музыку.
За ним последовал, в том же духе, отличный «Мир женщин» (1954) со звёздным составом исполнителей. В этом фильме три жены устраивают гонку за то, чтобы добыть для своих мужей важное повышение по службе. Поверхностный гламур здесь остался, но более ничего не заслуживает внимания. Главные роли в фильме исполнили Вэн Хефлин, Лорен Беколл и Клифтон Уэбб.
Неровное творчество Негулеско в конце десятилетия находилось в широком диапазоне от мюзикла с Фредом Астером «Длинноногий папочка» (1955), снятого на Синемаскоп, до многоцветного «Мальчик на дельфине» (1957), который представил американской аудитории Софи Лорен. «Длинноногий папочка» (1955) был «слишком длинным, но тем не менее теплым и трогательным благодаря игре Фреда Астера и Лесли Кэрон, не говоря об их танцах». «Мальчик на дельфине» (1957) тем временем только «вновь продемонстрировал блестящее мастерство Негулеско как туристического гида». Съёмки этого романтического приключенческого фильма проводились на греческих островах, главные роли наряду с Лорен сыграли Алан Лэдд и Клифтон Уэбб.
"Среди наиболее заметных неудач Негулеско были «Дожди Ранчипура» (1955) и «Дар любви» (1958). Мелодрама «Дожди Ранчипура» (1955) рассказывала о замужней лондонской леди (Лана Тёрнер), которая приезжает для покупки скаковых лошадей в Индию, где влюбляется в местного врача благородных кровей (Ричард Бёртон). Их страстный запретный роман развивается на фоне охвативших Ранчипур стихийных бедствий, благодаря чему фильм, вероятно, получил номинацию на Оскар за лучшие спецэффекты. Сентиментальная фэнтези-мелодрама «Дар любви» (1958) рассказывала о несчастной сироте, которой помогает встать на правильный жизненный путь дух умершей женщины, которая её когда-то удочерила. Наибольшее наслаждение в фильме доставляет Лорен Бэколл, «доказывающая, что способна играть добродетельные роли, когда ей представляется такая возможность».
«Гламурная мыльная опера» «Лучшее из всего» (1959) «свела вместе ещё одно трио работающих женщин в неприметной, но смотрибельной манере». Фильм рассказывает о карьере и личной жизни трёх молодых женщин, которые вместе работают в книжном издательстве и снимают небольшую квартиру в Нью-Йорке.
Откровенно неудачной была романтическая комедия «Считай свои благословения» (1959), немного лучше была комедия «Джессика» (1962) с Энджи Дикинсон в роли американки, сексуальный вид которой создаёт нездоровую обстановку в небольшом сицилийском городке. «После 1963 года он поставил ещё три фильма — „Ищущие удовольствия“ (1964), „Непобедимая шестёрка“ (1970) и „Здравствуй — прощай“ (1970), о которых лучше забыть».
Музыкальная комедия «Ищущие удовольствия» (1964) рассказывает о трёх американках, которые приезжают в Мадрид, где находят свою любовь. Фильм был номинирован на Оскар за лучшую музыку (четыре песни в нём исполняет Энн-Маргрет). Он также памятен тем, что в нём сыграла свою последнюю роль Джин Тирни. В американско-иранском триллере «Непобедимая шестёрка» (1970) рассказывается о шести международных преступниках, которые пытаются похитить иранские королевские драгоценности, но в духе «Великолепной семёрки» заканчивают тем, что обороняют деревню от бандитов. Эта картина, а также лёгкая комедия из светской жизни «Здравствуй — прощай» (1970) стали последними фильмами Негулеско.

### Последующие годы жизни
На протяжении многих лет уровень работ Негулеско постепенно, но постоянно снижался. В итоге, после горстки малозаметных фильмов 1960-х годов, Негулеско ушёл из кино и занялся коллекционированием искусства и недвижимостью. В конце 1960-х годов Негулеско переехал в Марбелью, Испания, чтобы писать картины и коллекционировать искусство. С 1946 года Негулеско состоял в браке с американской актрисой и моделью пинап Дасти Андерсон.
На протяжении последующих двух десятилетий он оставался одним из самых почитаемых голливудских ветеранов. Жан Негулеско умер в Марбелье от сердечного приступа в солидном 93-летнем возрасте.

## Признание и награды
В 1949 году Негулеско был номинирован на Оскар как лучший режиссёр за фильм «Джонни Белинда» (1948). В 1954 и 1955 годах Негулеско номинировался на премию Гильдии режиссёров Америки за «выдающееся достижение в режиссуре художественных фильмов» за фильмы «Титаник» (1953) и «Три монеты в фонтане» (1954) соответственно. Картины Негулеско «Джонни Белинда» (1948) и «Звонок от незнакомца» (1952) участвовали в конкурсной программе Венецианского фестиваля.

## Избранная фильмография
- 1941 — Женщина из Сингапура / Singapore Woman
- 1941 — «Весёлый парижанин[англ.]», фильм-балет (экранизация балета «Парижское веселье», хор. Леонида Мясина)
- 1942 — Испанская фиеста (фильм-балет, хор. Леонида Мясина)
- 1944 — Маска Димитриоса / The Mask of Dimitrios
- 1944 — Конспираторы / The Conspirators
- 1946 — Три незнакомца / Three Strangers
- 1946 — Никто не вечен / Nobody Lives Forever
- 1946 — Юмореска / Humoresque
- 1947 — Глубокая долина / Deep Valley
- 1948 — Джонни Белинда / Johnny Belinda
- 1948 — Придорожное заведение / Road House
- 1949 — Переулок Британия / Britannia Mews
- 1950 — Мой старик / Under My Skin
- 1950 — Беспризорник / The Mudlark
- 1950 — Трое пришли домой / Three Came Home
- 1951 — Позаботьтесь о моей малышке / Take Care of My Little Girl
- 1952 — Пленники болот / Lure of the Wilderness
- 1952 — Лидия Бэйли / Lydia Bailey
- 1952 — Телефонный звонок от незнакомца / Phone Call from a Stranger
- 1953 — Как выйти замуж за миллионера / How to Marry a Millionaire
- 1953 — Скандал на Скори / Scandal at Scourie
- 1953 — Титаник / Titanic
- 1954 — Мир женщины / Woman’s World
- 1954 — Три монеты в фонтане / Three Coins in the Fountain
- 1955 — Дожди Ранчипура / The Rains of Ranchipur
- 1955 — Длинноногий папочка / Daddy Long Legs
- 1957 — Мальчик на дельфине / Boy on a Dolphin
- 1958 — Уверенная улыбка / A Certain Smile
- 1958 — Дар любви / The Gift of Love
- 1959 — Всё самое лучшее / The Best of Everything
- 1959 — Считай свои благословения / Count Your Blessings
- 1962 — Джессика / Jessica
- 1964 — Ищущие удовольствия / The Pleasure Seekers
- 1970 — Непобедимая шестёрка / The Invincible Six
- 1970 — Здравствуй — прощай / Hello-Goodbye